# Hernalser Friedhof

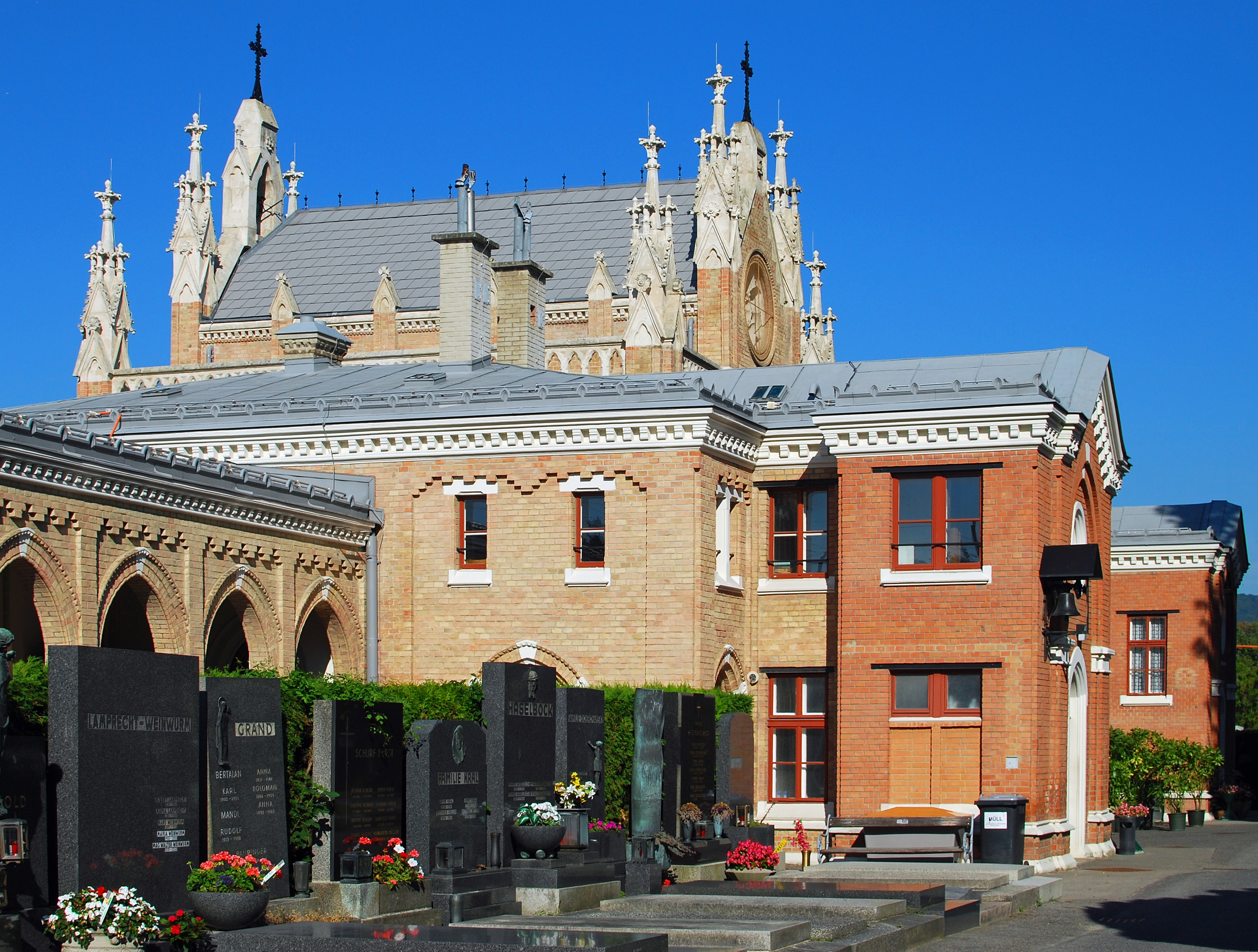
Edifícios administrativos

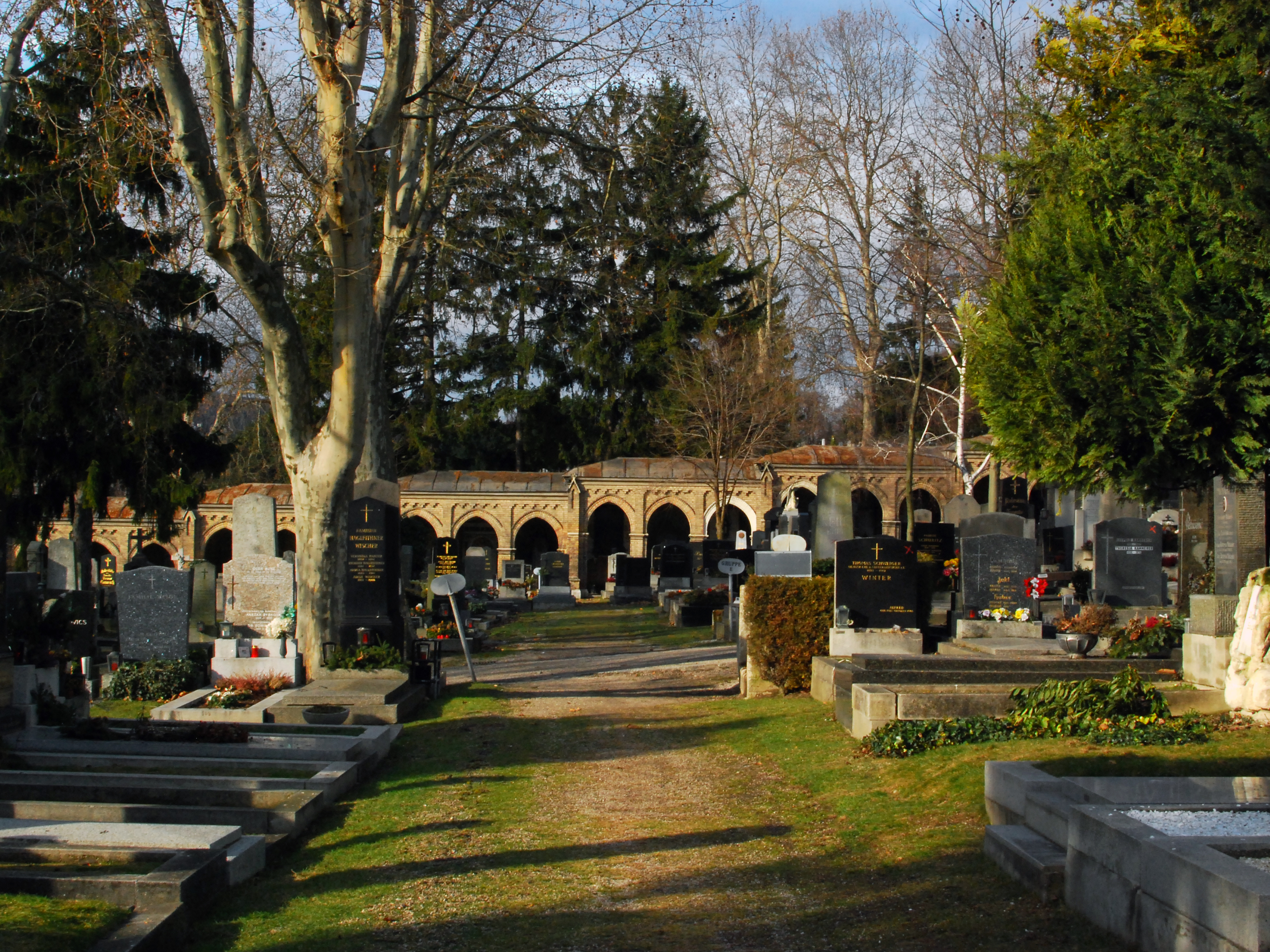
Visão geral do Friedhof Hernals

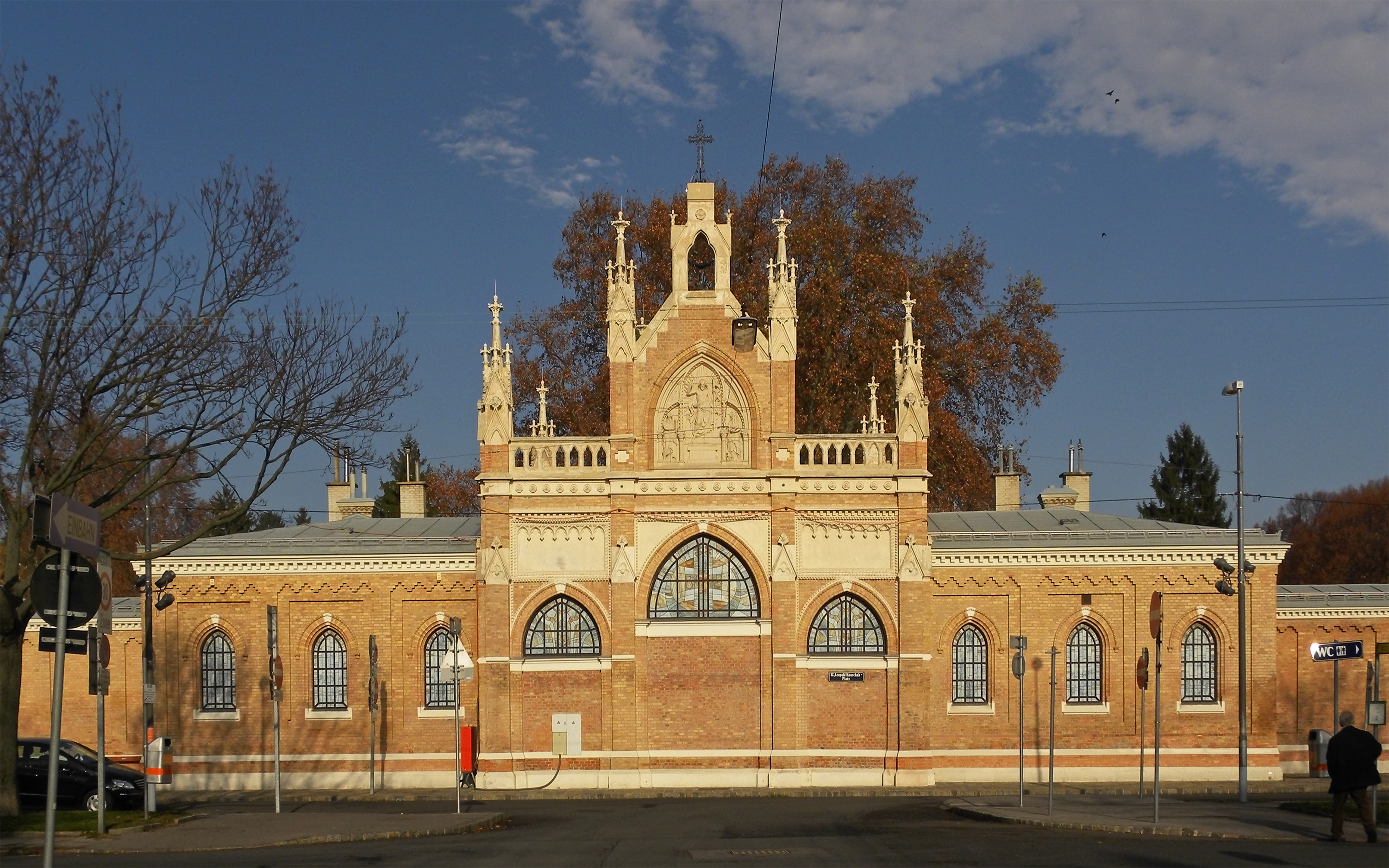
Edifícios principais do Friedhof Hernals

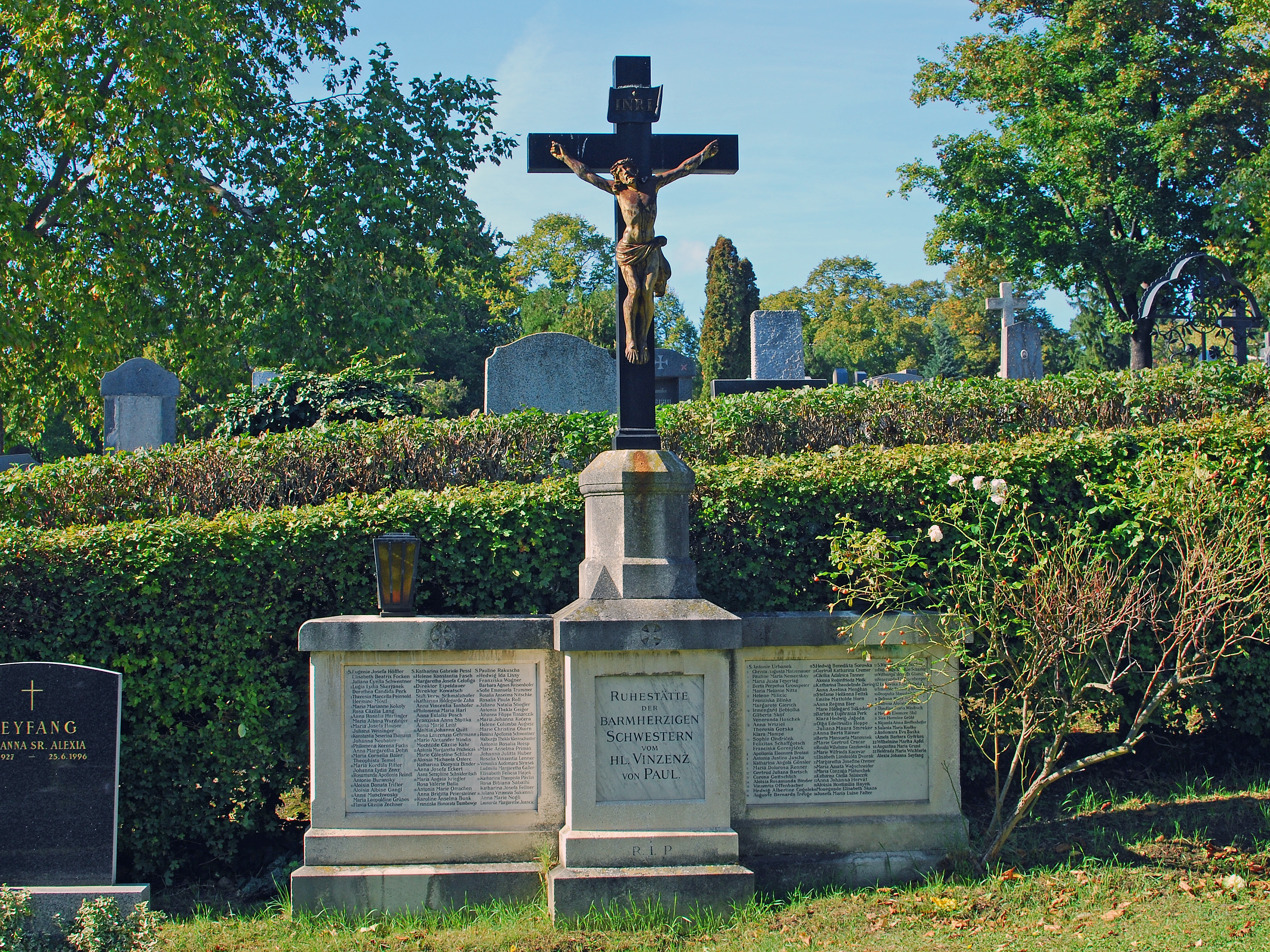
Sepiltura das Irmãs Misericordiosas de São Vicente de Paulo

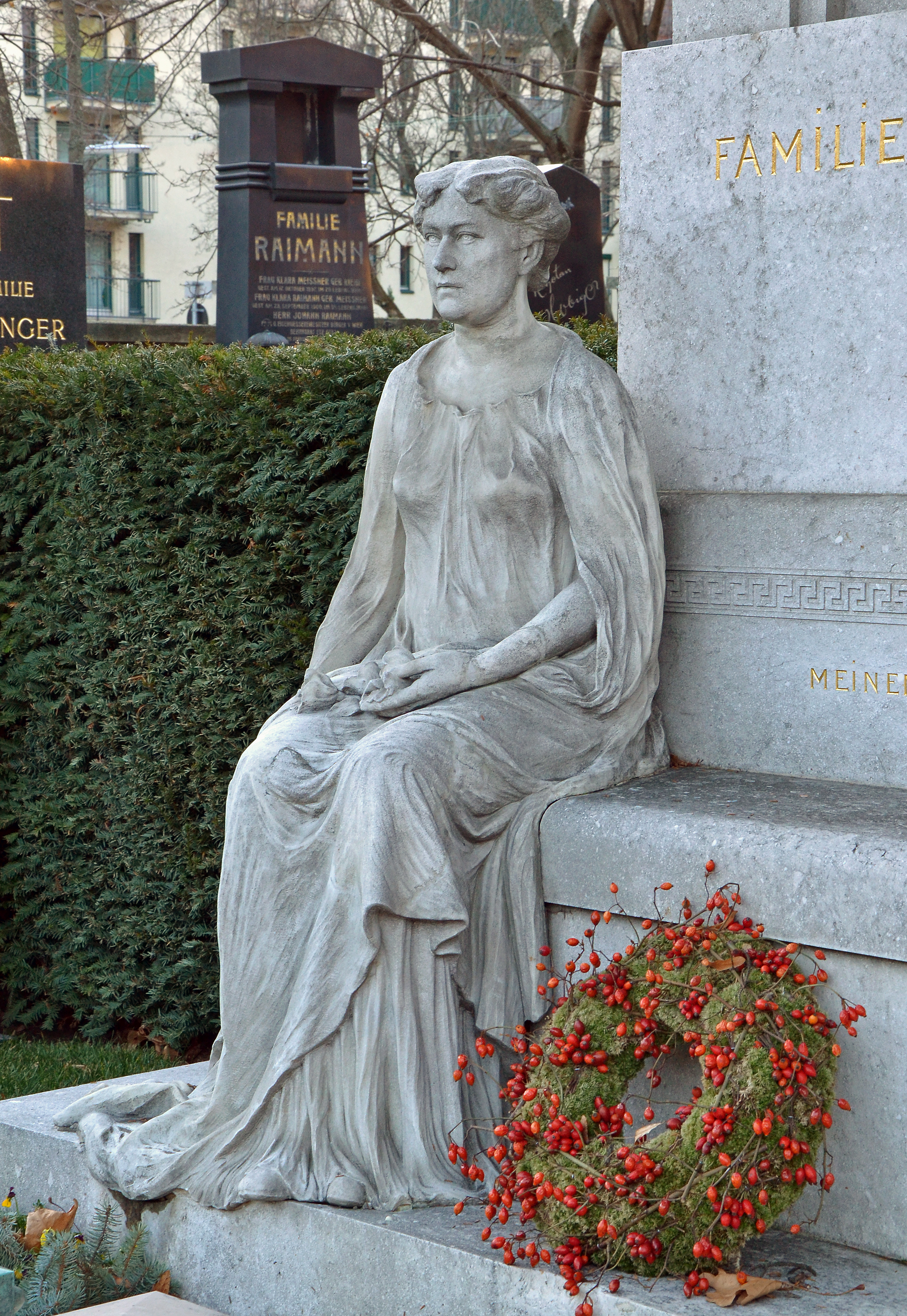
Sepultura da família Schrack

O Hernalser Friedhof é um cemitério no 17. distrito de Viena Hernals.

## Túmulos de personalidades eminentes

### Túmulos honorários

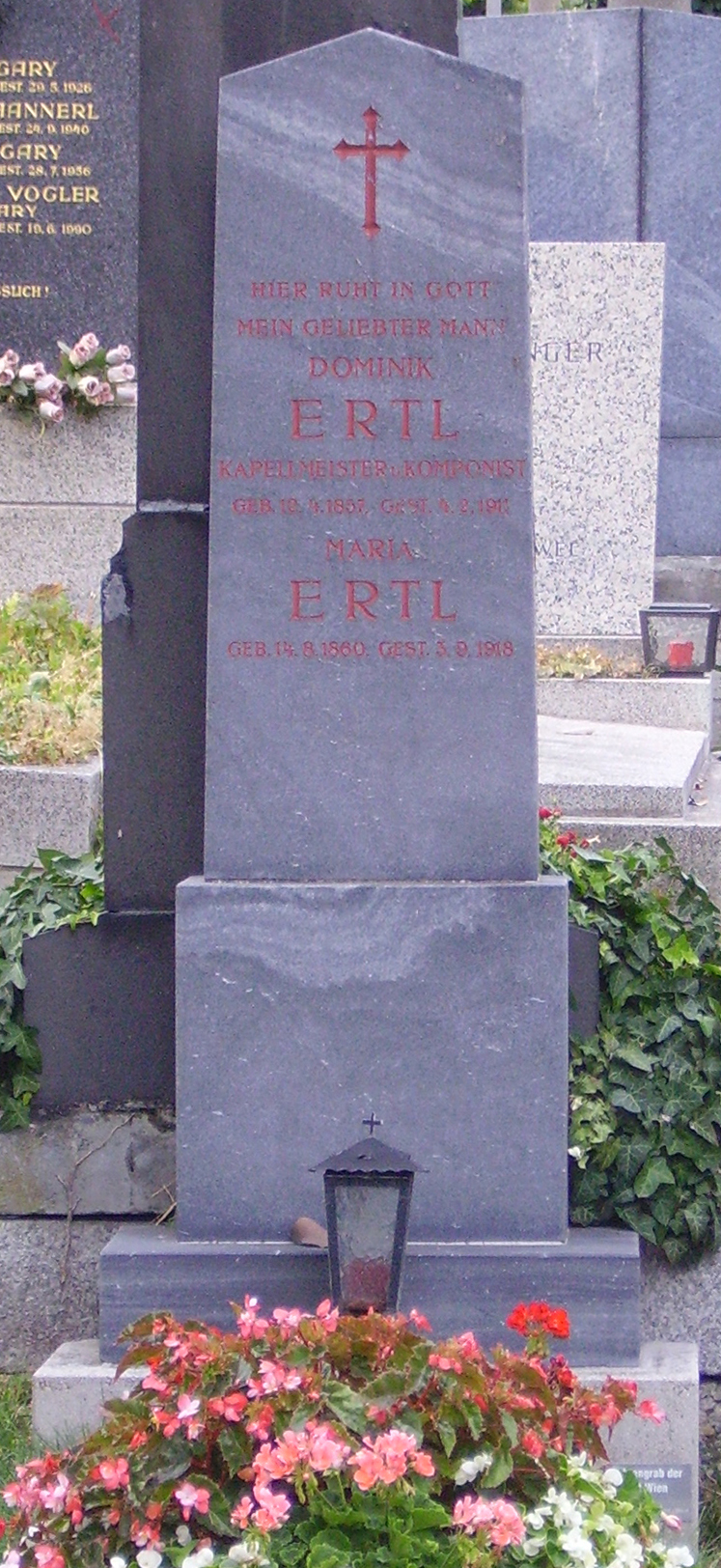
Sepultura de Dominik Ertl

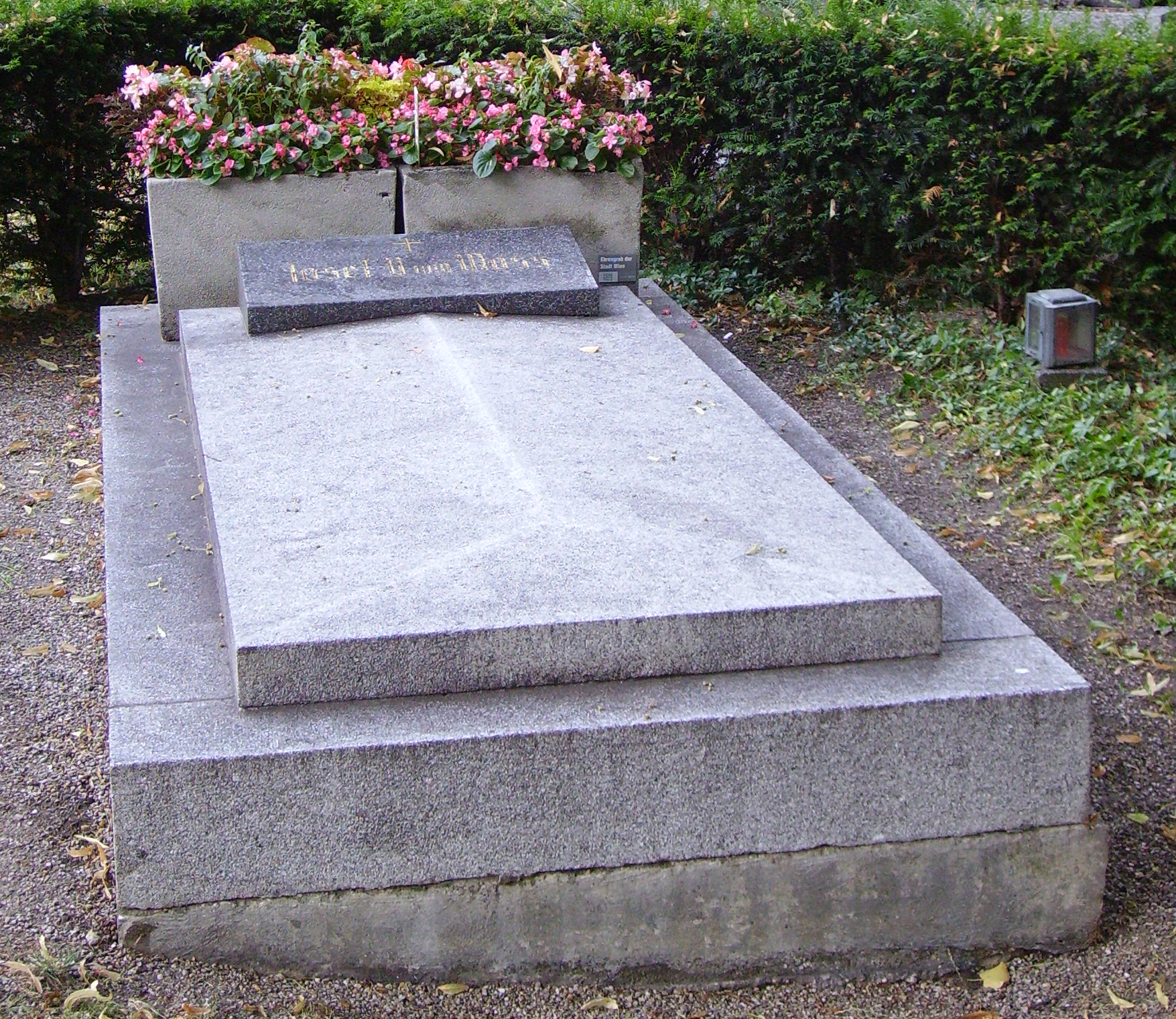
Sepultura de Josef Venantius von Wöss

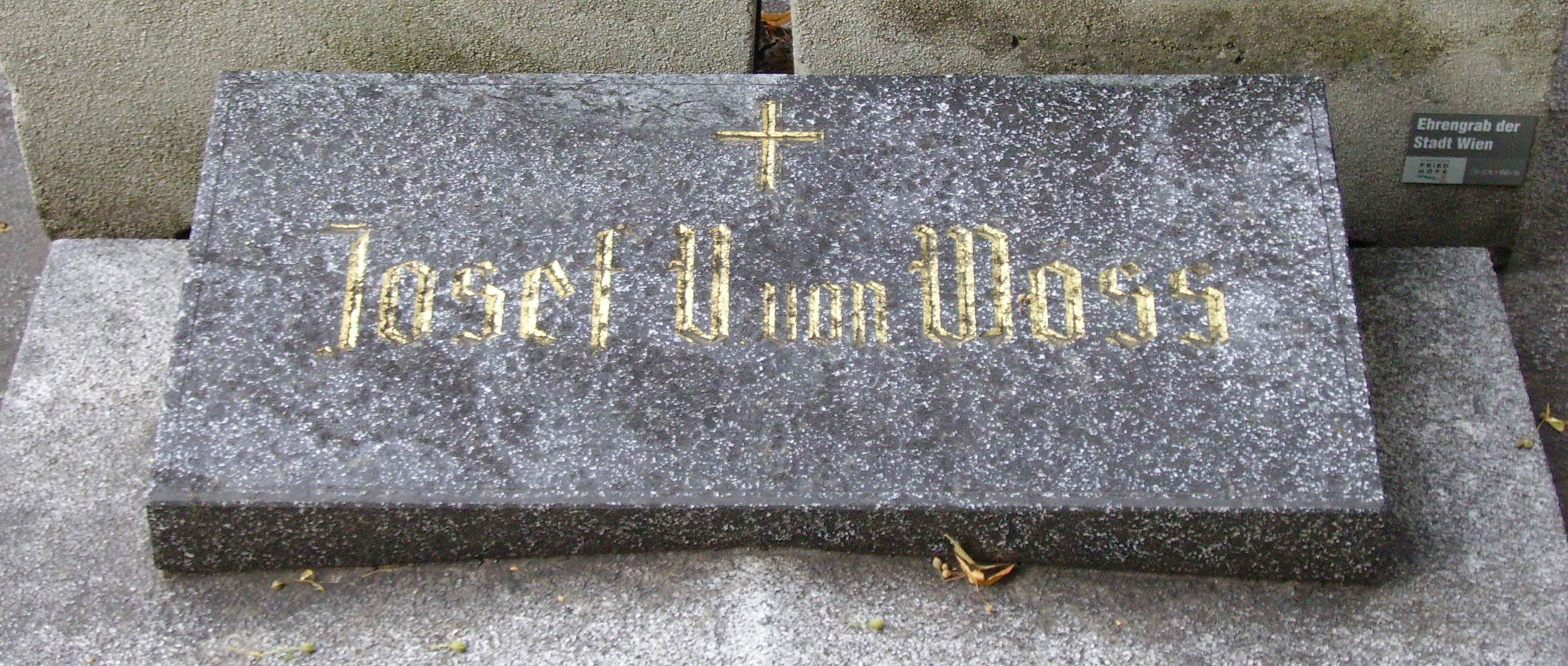
Detalhe da sepultura de von Wöss

O Hernalser Friedhof contém 30 sepulturas honorárias.
| Nome                                       | Datas     | Ocupação                                        |
| ------------------------------------------ | --------- | ----------------------------------------------- |
| Leopold Anciczeski                         | 1867–1937 | Diretor-Chefe da Loteria Federal                |
| Günther Anders, nascido Stern              | 1902–1992 | Escritor e filósofo                             |
| Konrad Bayer                               | 1932–1964 | Escritor                                        |
| Hans Bock                                  | 1914–2002 | Vice-prefeito                                   |
| Josef Bratfisch                            | 1847–1892 | Fiacre de Rodolfo, Príncipe Herdeiro da Áustria |
| Charles Joseph de Croix, comte de Clerfait | 1733–1798 | Marechal                                        |
| Felix Czeike                               | 1926–2006 | Historiador e escritor                          |
| Johann Georg Elterlein                     | 1806–1882 | Prefeito de Hernals                             |
| Dominik Ertl                               | 1857–1911 | Compositor                                      |
| Theodor Escherich                          | 1857–1911 | Pediatra                                        |
| Betty Fischer                              | 1887–1969 | Cantora de opereta                              |
| Ernst Happel                               | 1925–1992 | Treinador da seleção nacional de futebol        |
| Ferdinand Hebra                            | 1816–1880 | Dermatologista                                  |
| Heinrich Hierhammer                        | 1857–1936 | Vice-prefeito                                   |
| Leopold Holy                               | 1899–1934 | Assassinado em 1934                             |
| Alois Kieslinger                           | 1900–1975 | Geólogo                                         |
| August Mayhsen                             | 1811–1886 | Arquivista do departamento de loteria           |
| Carl von Rokitansky                        | 1804–1878 | Presidente da Academia de Ciências, médico      |
| Ferdinand Sauter                           | 1804–1854 | Poeta                                           |
| Gretl Schörg                               | 1914–2006 | Cantora                                         |
| Eduard Schrack                             | 1889–1979 | Inventor e industrial                           |
| Johann Schrammel                           | 1850–1893 | Músico                                          |
| Josef Schrammel                            | 1852–1895 | Músico                                          |
| Rudolf Sigmund                             | 1903–1976 | Conselheiro                                     |
| Karl Swoboda                               | 1882–1933 | Atleta                                          |
| Eduard Wehinger                            | 1849–1905 | Cantor                                          |
| Michael Weihs                              | 1802–1863 | Primeiro prefeito de Hernals                    |
| Josef Wimmer                               | 1834–1903 | Escritor                                        |
| Josef von Wöss                             | 1863–1943 | Compositor                                      |
| Franz Zabusch                              | 1902–1983 | Kustos des Hernalser Heimatmuseums              |

### Demais sepulturas

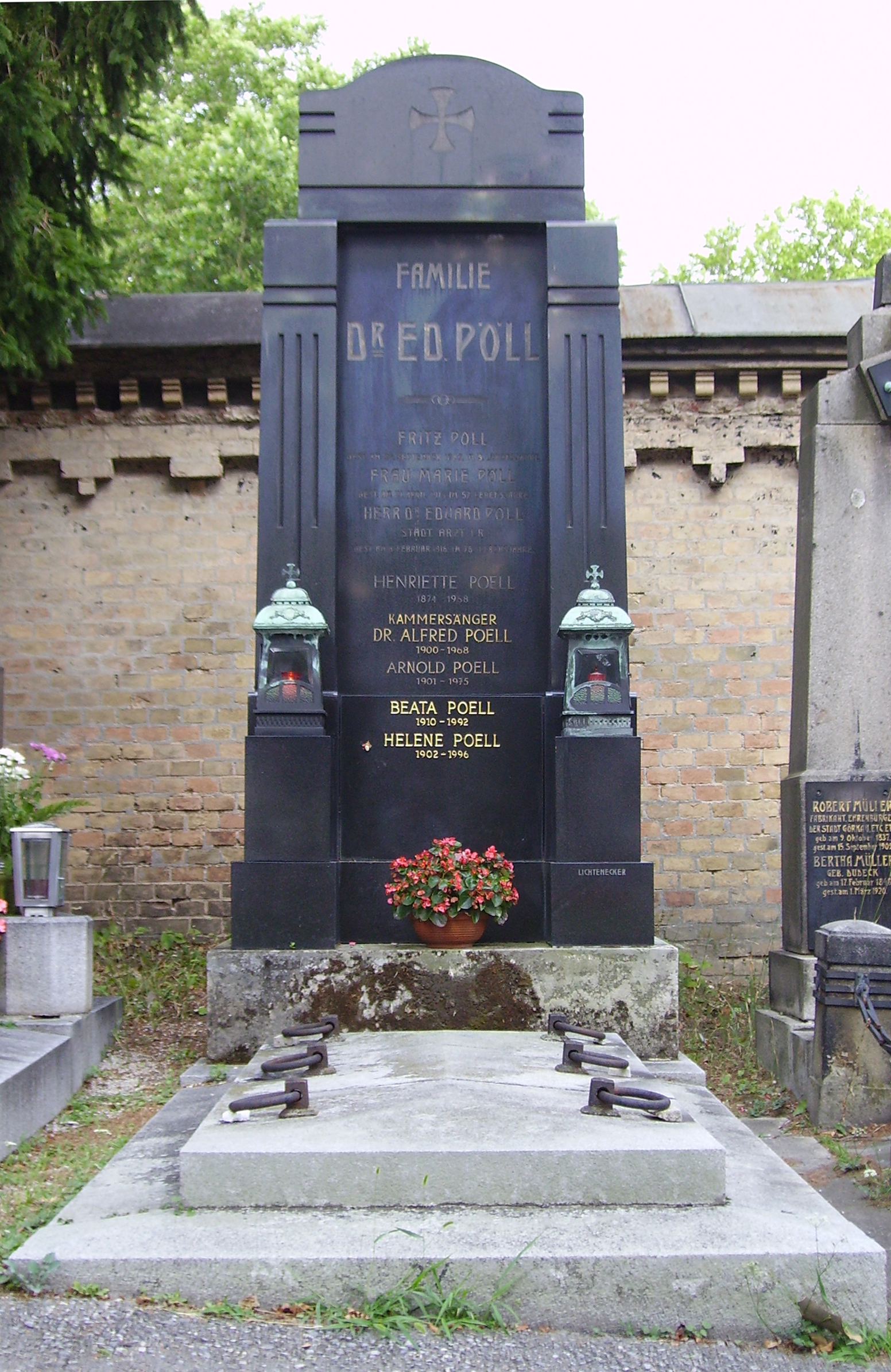
Sepultura de Alfred Poell

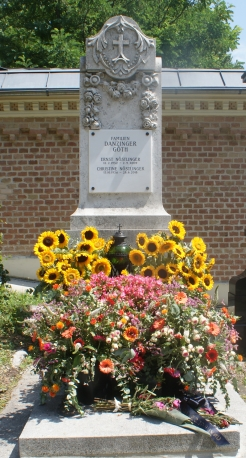
Sepultura de Christine Nöstlinger

| Nome                  | datas     | Ocupação                         |
| --------------------- | --------- | -------------------------------- |
| Herbert Amry          | 1939–1985 | Diplomata                        |
| Fritz Bock            | 1911–1993 | Político                         |
| Nino Borghi           | 1918–1994 | Designer de produção             |
| Gusti Bretschneider   | 1908–2001 | Escritora                        |
| Bruno Dallansky       | 1928–2008 | Ator                             |
| Hans Ehgartner        | 1910–1999 | Político                         |
| Erich Exel            | 1889–1954 | Político                         |
| Josef Fleischmann     | 1867–1925 | Pintor                           |
| Harry Fuss            | 1913–1996 | Ator                             |
| Robert Göbl           | 1919–1997 | Numismata                        |
| Herbert Gottweis      | 1958–2014 | Cientista político               |
| Adolf Gruber          | 1920–1994 | Atleta                           |
| Anna-Maria Haas       | 1909–1996 | Justos entre as nações           |
| Hella Hanzlik         | 1912–2005 | Política                         |
| Otto Hartmann         | 1904–1994 | Ator e informante da Gestapo     |
| Rosa Heinz            | 1922–2010 | Política                         |
| Gunnar Hering         | 1934–1994 | Historiador                      |
| Erich Hof             | 1936–1995 | Futebolista e treinador          |
| Hans Jiricek          | 1988–1959 | Político (SPÖ)                   |
| Horst Knapp           | 1925–1996 | Jornalista econômico             |
| Hansi Lang            | 1955–2008 | Cantor e ator                    |
| Sylvia Manas          | 1948–1977 | Atriz                            |
| Christine Nöstlinger  | 1936–2018 | Escritora de literatura infantil |
| Walter Pass           | 1942–2001 | Musicólogo                       |
| Rudolf Pöder          | 1925–2013 | Sindicalista                     |
| Alfred Poell          | 1900–1968 | Cantor de ópera                  |
| Wolfgang Pollak       | 1915–1995 | Linguista                        |
| Richard Pöttschacher  | 1904–2008 | Cantor                           |
| Kurt Preger           | 1907–1960 | Cantor de opereta                |
| Hans von Rokitansky   | 1835–1909 | Cantor de câmara                 |
| Hans Schabes          | 1883–1960 | Político                         |
| Josef Schmalzhofer    | 1835–1920 | Mestre construtor                |
| Marianne Schönauer    | 1920–1997 | Atriz                            |
| Steffi Seiler-Warning | 1920–2005 | Atriz                            |
| Viktor Seiller        | 1880–1969 | Oficial k.u.k.                   |
| Fritz Seipelt         | 1915–1981 | Juiz de futebol                  |
| Elisabeth Stepanek    | 1952–1995 | Atriz                            |
| Otto Stuppacher       | 1947–2001 | Automobilista                    |
| Karin Sulimma         | 1962–2011 | Artista                          |
| Lothar Ulsaß          | 1940–1999 | Futebolista                      |
| Ernst Weiss           | 1912–1997 | Boxeador                         |
| Herbert Zdarzil       | 1928–2008 | Pedagogo                         |